# Ľudmila Pajdušáková
Ľudmila Pajdušáková   (Radošovce (Skalica), 29 de juny de 1916 - Vysoké Tatry, 6 d'octubre de 1979) va ser una astrònoma i física eslovaca.

## Carrera professional
Va estudiar al Real Gymnasium de Kláštor pod Znievom. Més tard, entre 1935 i 1936, en un institut d'ensenyament privat, va obtenir el títol de professora ajudant. Va ensenyar a l'escola popular de Vinosady (1936-1937), a Slepčany (1937-1939), a Štiavnik (1939-1940), a Brvnište (1940-1942) i a Trenčianska Teplá (1944).
A partir de l'1 de juliol de 1944 va començar a treballar a l'Observatori Skalnaté pleso. Va estudiar astronomia a la Facultat de Ciències Naturals de la Universitat Charles de Bratislava. Pajdušáková va observar sistemàticament meteors, especialment eixams. La col·lecció d'imatges el 1946 de més d'11.000 meteors sobre 10.000 imatges, una exposició mitjana d'1 meteor cada 30 hores, va ser la més nombrosa després de Harvard en aquest període dels anys de la postguerra. Va aconseguir els èxits observacionals més significatius en els descobriments de cometes.
Va descobrir o co-descobert cinc cometes. Aquests són el cometa periòdic 45P/Honda-Mrkos-Pajdušáková i els cometes no periòdics C/1946 K1 (Pajdušáková-Rotbart-Weber), C/1948 E1 (Pajdušáková-Mrkos), C/1951 C1 (Pajdušáková) i C/áková. 1953 X1 (Pajdušáková).
Ľ. Pajdušáková també va contribuir a la introducció de l'observació i determinació de les posicions dels asteroides.
Des del 1958, quan va ocupar el càrrec de directora de l'Institut Astronòmic de l'Acadèmia de Ciències Eslovaca, es va dedicar a estudiar l'atmosfera del Sol, la periodicitat i la variabilitat de l'activitat solar.
Ha publicat fins a 20 treballs científics originals, desenes de treballs professionals i més de 100 treballs de caràcter de ciència popular. Els anys 1961-1963 va ser membre del Consell Mundial de la Pau i en 1962-1974 presidenta de la Societat Astronòmica Eslovaca. El 1967 va ser escollida membre de la Unió Astronòmica Internacional.

## La seva mort
En moltes fonts d'Internet, la data de la seva mort és el 6 d'octubre de 1979, però segons el certificat de defunció, va morir el 5 d'octubre de 1979 a Vyšné Hágy.

## Premis, honors i reconeixements
El dia del 100è aniversari del seu naixement, el 29 de juny de 2016, se li va descobrir una placa commemorativa al seu poble natal de Radošovce.
L'asteroide 3636 Pajdušáková, descobert el 17 d'octubre de 1982 per l'astrònom txec Antonín Mrkos (1918 – 1996), va rebre el seu nom en honor seu. Mrkos probablement també va ser la seva parella durant un temps.